# Sinaguas

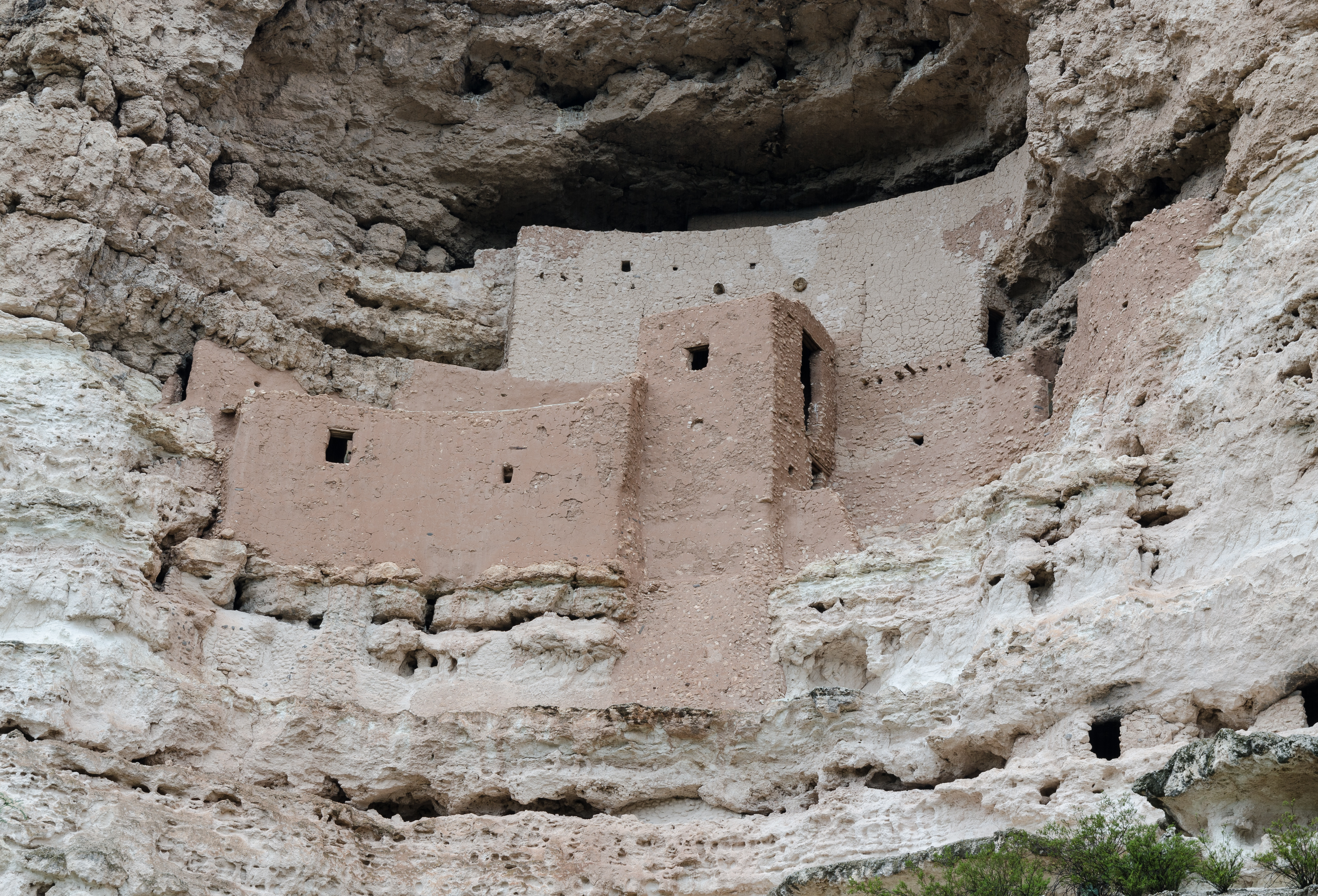
Montezuma Castle National Monument

Les Sinaguas étaient un peuple amérindien qui a occupé le sud-ouest des États-Unis actuels, dans la région centrale de l'Arizona. Leur culture s'est épanouie entre 500 et 1300 environ avant de disparaître mystérieusement. Certains archéologues les assimilent aux Anasazis.
L'origine du mot « Sinagua » est espagnole : sin signifie « sans » et agua signifie « eau », ce qui est une erreur car les Sinaguas maîtrisaient parfaitement les techniques de l'irrigation[réf. nécessaire].

## Sites archéologiques
- Honanki
- Montezuma Castle
- Montezuma Well
- Tuzigoot Pueblo
- Wupatki National Monument